# Jaroslav Cabicar
Jaroslav Cabicar (23. března 1896, Litětiny – 5. dubna 1969, Praha) byl český úředník a voják, velitel obrany Trojského mostu během Pražského povstání na sklonku druhé světové války.

## Život
Pocházel ze zemědělské rodiny, měl čtyři bratry a sestru. Maturoval na obchodní akademii v Chrudimi. V roce 1914 začal pracovat v cukrovaru v Městci Králové.
V dubnu 1915 byl odveden do rakousko-uherské armády a sloužil na italské a balkánské frontě. Na podzim 1918 onemocněl malárií a byl stažen do vojenské nemocnice v Pardubicích. V období vzniku Československa se účastnil obsazování pohraničí a osvobozovacích bojů na Slovensku v oblasti Košic jako člen nově zformované československé armády, kde byl zraněn na obou nohách.
Po demobilizaci pracoval od roku 1920 v Agrární bance. Mezi lety 1923–1924 studoval na London School of Economics, poté nastoupil do holešovické továrny na kovový nábytek SAB (Strojírny Agrární banky) jako účetní, prokurista a od roku 1927 jako ředitel. Zůstával aktivní ve vojenských zálohách, kde byl povýšen na štábního kapitána a pravidelně se zúčastňoval cvičení, v letech 1922–1945 byl aktivní ve Svazu československého důstojnictva. Do roku 1938 vydával časopis Branná politika.
S manželkou Annou měl dvě dcery, Jaroslavu a Evu.

### Odboj a Pražské povstání
Během mobilizace na podzim 1938 velel pracovnímu praporu v Těchoníně. Po okupaci českých zemí Německem se zapojil do odbojové činnosti. V březnu 1939 zajistil převod milionu korun přes dejvickou záložnu ve prospěch odbojového hnutí, v továrně ukrýval suroviny pro válečnou výrobu a zbraně. V nakladatelství J. Otto pomáhal zřídit tajný fond, který finančně podporoval sirotky a vdovy po umučených nebo popravených odbojářích. Od 21. října do 2. listopadu 1940 byl vyšetřován a vězněn gestapem, avšak pro nedostatek důkazů byl propuštěn.
Po vypuknutí pražského povstání se ihned ujal velení 21. policejního revíru v Holešovicích. Pod jeho velením povstalci opevnili Trojský a Libeňský most a až do německé kapitulace vedli úspěšné ústupové boje proti přesile 4. pluku tankových granátníků SS "Der Führer". Udržení Holešovic bylo klíčové pro udržení obrany Prahy od severu.

### Po 2. světové válce
Od července 1947 působil jako ředitel finančně-hospodářského odboru Československého červeného kříže. Po únorovém puči byl na základě udání vyloučen z organizací sdružujících armádní důstojníky (Svaz brannosti, Svaz bojovníků za svobodu) a v roce 1950 poslán jako správce školícího střediska ČSČK na zámek v Líšně, kde onemocněl těžkým zápalem plic. V roce 1952 byl proto poslán do invalidního důchodu s malou penzí.

## Posmrtné pocty
Za zásluhy v průběhu Pražského povstání mu byl udělen Československý válečný kříž. V roce 2008 mu bylo in memoriam uděleno čestné občanství Prahy 7. V roce 2012 mu ministr obrany Alexandr Vondra udělil Kříž obrany státu in memoriam.

## Fotogalerie

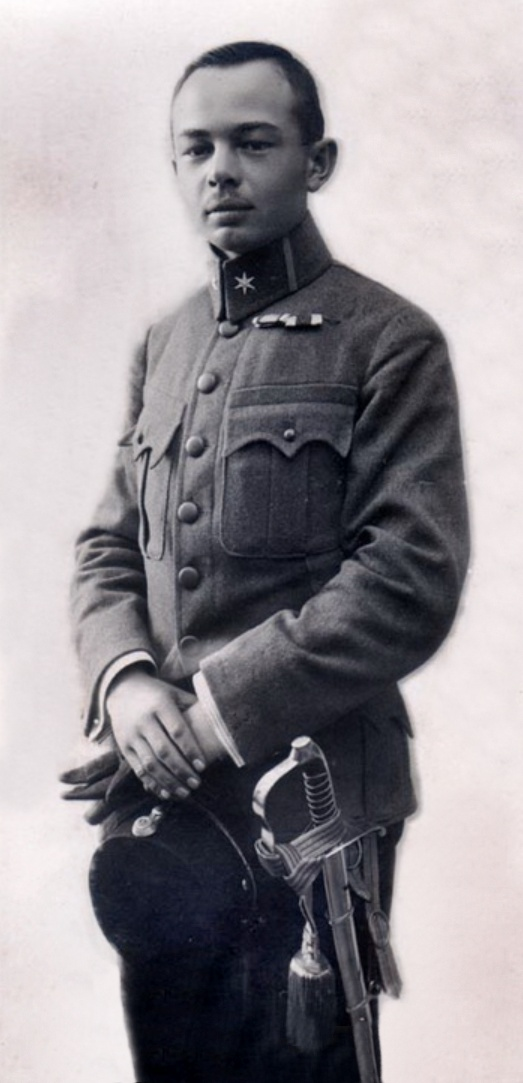
Jaroslav Cabicar v roce 1917 jako voják rakousko-uherské armády
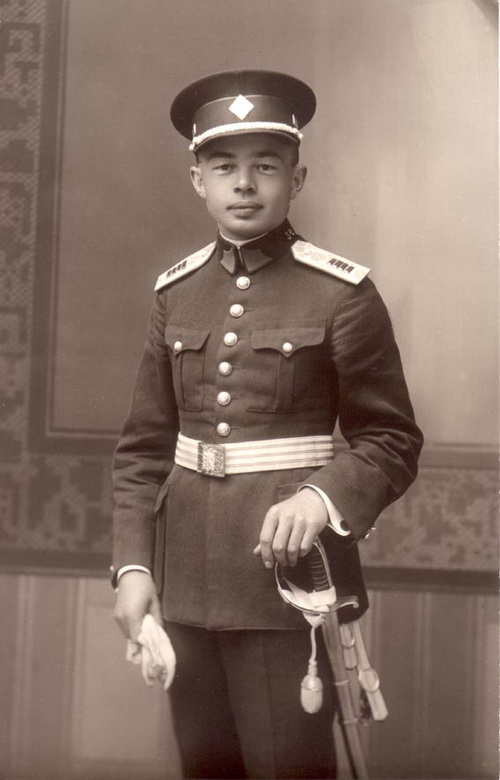
Jaroslav Cabicar v roce 1926 na vojenském cvičení ve Vysokém Mýtě